# توني كون
توني كون (بالإنجليزية: Tony Kuhn)‏ (15 ديسمبر 1975 في الولايات المتحدة - ) هو لاعب كرة قدم أمريكي في مركز الهجوم. لعب مع شيكاغو فاير وميامي فيوشن ونيو إنجلاند ريفولوشن وMilwaukee Rampage ‏ وNashville Metros ‏ وMemphis Express (soccer) ‏ وأتلانتا سيلفرباكس وGeneration Adidas ‏.

## وصلات خارجية
- توني كون على موقع الدوري الأمريكي (الإنجليزية)
- توني كون على موقع قاعدة بيانات كرة القدم.إي يو (الإنجليزية)